# Minuartia handelii
Minuartia handelii är en nejlikväxtart som beskrevs av Johannes Mattfeld. Minuartia handelii ingår i släktet nörlar, och familjen nejlikväxter. Inga underarter finns listade i Catalogue of Life.